# 352. п. н. е.

## Догађаји
- Филип II Македонски покреће рат против Трачана и Фокиђана. Потискухе их на југ након велике победе  у бици код Крокус Поља. Атина и Спарта пристижу у помоћ Фокиђанима, а Филип је заустављен код Термопила. Филип не покушава да напредује у централну Грчку док Атињани окупирају овај превој.
- Филип затим креће против Тракије. Он предузима успешан поход у Тракију, стичући чврсту власт у земљи и доводи сина Керсоблепта, и поставља га за краља Тракије, као таоца. Филипова победа у Тесалији доноси му избор за архонта Тесалијског савеза.